# Evgenij Garaničev
Evgenij Aleksandrovič Garaničev (in russo Евгений Александрович Гараничев?; Perm', 13 febbraio 1988) è un ex sciatore nordico russo attivo nel biathlon e nello sci di fondo.

## Biografia

### Stagioni 2007-2018
Evgenij Garaničev ha iniziato la sua carriera agonistica gareggiando nello sci di fondo: attivo dal dicembre del 2006, ai Mondiali juniores in staffetta ha vinto la medaglia d'argento a Tarvisio 2007 e quella d'oro a Malles Venosta 2008, alla sua ultima gara nella specialità. Dalla stagione 2008-2009 si è dedicato al biathlon; in Coppa del Mondo ha esordito il 20 gennaio 2011 ad Anterselva in sprint (13º), ha ottenuto il primo podio il 5 gennaio 2012 a Oberhof in staffetta (2º) e la prima vittoria il 2 febbraio seguente a Oslo Holmenkollen in sprint. Ai successivi Mondiali di Ruhpolding 2012, suo debutto iridato, si è classificato 12º nella sprint, 14º nell'inseguimento, 9º nella partenza in linea e 6º nella staffetta.
Ai Mondiali di Nové Město na Moravě 2013 si è piazzato 18º nella sprint, 27º nell'inseguimento e 24º nella partenza in linea, mentre nella staffetta la squadra russa è stata squalificata; l'anno dopo ai XXII Giochi olimpici invernali di Soči 2014, sua unica presenza olimpica, ha vinto la medaglia di bronzo nell'individuale ed è stato 26º nella sprint, 14º nell'inseguimento e 5º nella partenza in linea, mentre nella staffetta mista la squadra russa è stata squalificata. Ai Mondiali di Kontiolahti 2015 si è classificato 35º nell'individuale, 6º nella sprint, 22º nell'inseguimento, 11º nella partenza in linea e 4º nella staffetta, a quelli di Oslo 2016 8º nell'individuale, 6º nella sprint, 11º nell'inseguimento, 23º nella partenza in linea, 6º nella staffetta e 7º nella staffetta mista e a quelli di Hochfilzen 2017 20º nell'individuale, 10º nella sprint, 20º nell'inseguimento e 11º nella partenza in linea.

### Stagioni 2019-2024

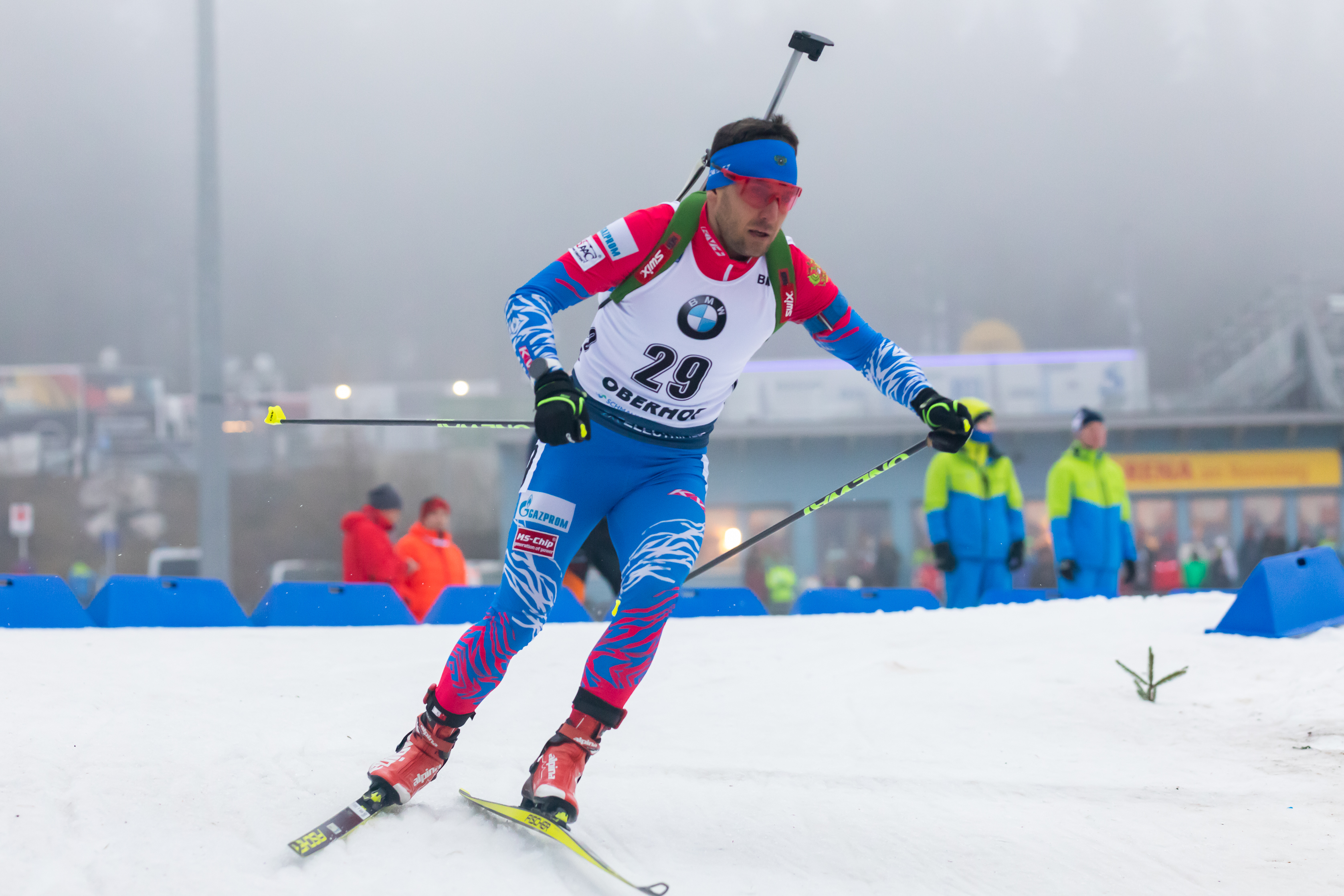
Evgenij Garaničev in gara a Oberhof nel 2020

In Coppa del Mondo ha conquistato l'ultima vittoria il 13 gennaio 2019 a Oberhof in staffetta e l'ultimo podio l'8 febbraio seguente a Canmore nella medesima specialità; ai successivi Mondiali di Östersund 2019 si è piazzato 7º nell'individuale, 19º nella sprint, 9º nell'inseguimento e 16º nella partenza in linea, a quelli di Anterselva 2020 14º nell'individuale, 56º nella sprint, 34º nell'inseguimento e 4º nella staffetta e a quelli di Pokljuka 2021, sua ultima presenza iridata, 16º nell'individuale.
Ha preso per l'ultima volta il via il 28 novembre 2021 a Östersund in sprint (113º); inattivo in ambito internazionale da quella stessa stagione 2021-2022 poiché in seguito all'invasione russa dell'Ucraina del 2022 gli atleti russi sono stati esclusi dalle competizioni riconosciute dall'International Biathlon Union, ha annunciato il ritiro nel marzo del 2024: la sua ultima gara internazionale è rimasta così la sprint di IBU Cup disputata il 18 dicembre 2021 a Obertilliach, chiusa da Garaničev al 49º posto, mentre in ambito nazionale ha continuato a gareggiare fino al termine della stagione 2023-2024.

## Palmarès

### Sci di fondo

#### Mondiali juniores
- 2 medaglie:
  - 1 oro (staffetta a Malles Venosta 2008)
  - 1 argento (staffetta a Tarvisio 2007)

### Biathlon

#### Olimpiadi
- 1 medaglia:
  - 1 bronzo (individuale a Soči 2014)

#### Europei
- 8 medaglie:
  - 3 ori (sprint, staffetta mista a Tjumen' 2016; staffetta mista individuale a Duszniki-Zdrój 2017)
  - 3 argenti (inseguimento a Tjumen' 2016; inseguimento a Duszniki-Zdrój 2017; staffetta mista a Val Ridanna 2018)
  - 2 bronzi (inseguimento a Val Ridanna 2018; staffetta mista individuale a Duszniki-Zdrój 2021)

#### Universiadi
- 3 medaglie[5]:
  - 1 argento (staffetta mista a Erzurum 2011)
  - 2 bronzi (sprint, inseguimento a Erzurum 2011)

#### Coppa del Mondo
- Miglior piazzamento in classifica generale: 7º nel 2015 e nel 2016
- 24 podi (14 individuali, 10 a squadre):
  - 7 vittorie (1 individuale, 6 a squadre)
  - 7 secondi posti (6 individuali, 1 a squadre)
  - 10 terzi posti (7 individuali, 3 a squadre)

## Onorificenze

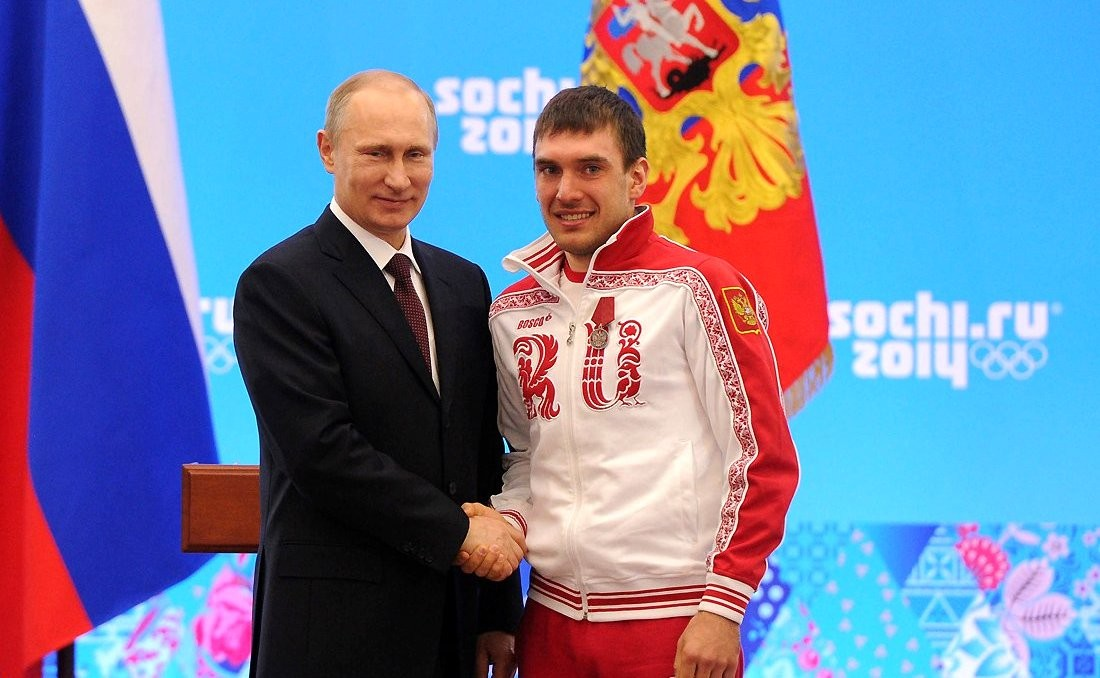
Il conferimento della medaglia dell'ordine al merito per la Patria di II Classe a Evgenij Garaničev da parte di Vladimir Putin

##### Coppa del Mondo - vittorie
| Data             | Località          | Nazione  | Specialità                                                   |
| ---------------- | ----------------- | -------- | ------------------------------------------------------------ |
| 2 febbraio 2012  | Oslo Holmenkollen | Norvegia | SP                                                           |
| 4 gennaio 2013   | Oberhof           | Germania | RL (con Aleksej Volkov, Anton Šipulin e Dmitrij Malyško)     |
| 8 gennaio 2015   | Oberhof           | Germania | RL (con Timofej Lapšin, Dmitrij Malyško e Anton Šipulin)     |
| 15 febbraio 2015 | Oslo Holmenkollen | Norvegia | RL (con Maksim Cvetkov, Dmitrij Malyško e Anton Šipulin)     |
| 13 dicembre 2015 | Hochfilzen        | Austria  | RL (con Aleksej Volkov, Dmitrij Malyško e Anton Šipulin)     |
| 24 gennaio 2016  | Anterselva        | Italia   | RL (con Maksim Cvetkov, Dmitrij Malyško e Anton Šipulin)     |
| 13 gennaio 2019  | Oberhof           | Germania | RL (con Maksim Cvetkov, Dmitrij Malyško e Aleksandr Loginov) |

Legenda:

SP = sprint

RL = staffetta